# Filimanus perplexa
Filimanus perplexa är en fiskart som beskrevs av Feltes, 1991. Filimanus perplexa ingår i släktet Filimanus och familjen Polynemidae. Inga underarter finns listade i Catalogue of Life.